# Bero
Bero és un gènere de peixos pertanyent a la família dels còtids.

## Taxonomia
- Bero elegans (Steindachner, 1881)[4]
- Bero zanclus (Snyder, 1911)[5][6][7][8][9]